# Yaoundé
Yaoundé je glavni grad države Kamerun. Leži na brežuljkastom ravnjaku (730 m) između rijeka Nyong i Sanga. Kulturno je, trgovačko i privredno središte zemlje s prehrambenom industrijom i preradbom duhana.
Osnovan je 1888. godine kao postaja za trgovinu bjelokošću. Tijekom Prvog svjetskog rata bio je pod okupacijom belgijskih snaga, a nakon sloma Njemačke, pripao je Francuskoj. Godine 1920. postao je glavni grad Francuskog Kameruna te je i danas glavni grad Republike Kamerun.
S glavnom kamerunskom lukom Doualom na obali Gvinejskog zaljeva Yaoundé je povezan željezničkom prugom dugom 307 kilometara. Grad ima međunarodnu Zračnu luku Yaoundé Nsimalen. Tu je i sveučilište iz 1962. godine.
Godine 2005., Yaoundé je imao 1.817.524 stanovnika, čime je bio drugi grad po brojnosti u državi.

## Vanjske poveznice
- United Nations Information Centre Yaoundé (engl.)

### Ostali projekti
|  | Zajednički poslužitelj ima još gradiva o temi Yaoundé |